# Deśastha
Deśastha (język marathi: देशस्थ ब्राह्मण deśastha brāhmaṇa) – największa pod względem liczebności kasta bramińska na terenie indyjskiego stanu Maharasztra. Określenie „Deśastha” oznacza dosłownie mieszkańca głębi lądu, w odróżnieniu od Konkanastha, zamieszkujących obszary nadmorskie. Należą do grupy tzw. pańća drawida, obejmującej pięć południowoindyjskich kast braminów. Pod względem tradycji religijnej dzielą się na dwa główne odłamy śakha: rygwedi oraz jadżurwedi. Pozostałe, mniejsze grupy to samawedi i gowardhan.